# Marcel Madila Basanguka
Marcel Madila Basanguka (* 17. Mai 1955 in Ndola) ist ein sambischer Geistlicher und emeritierter römisch-katholischer Erzbischof von Kananga.

## Leben
Nach dem Besuch des Priesterseminars in Kabwe absolvierte er seine philosophischen Studien am Seminar in Mbujimayi und seine theologischen Studien am Seminar in Malole. Er erwarb einen Bachelor-Abschluss in Theologie an der Universität von Kinshasa und wurde am 11. Januar 1981 zum Diakon geweiht. Der Erzbischof von Kananga, Martin-Léonard Bakole wa Ilunga, weihte ihn am 30. August 1981 zum Priester. Er war zunächst Dozent am großen Seminar in Mbujimayi. Nachdem er 1996 an der Pariser Sorbonne in den Fächern Philosophie und Religionsgeschichte sowie Religionsanthropologie promoviert hatte, unterrichtete er bis 1999 Philosophie am großen Priesterseminar in Kabwe. 2000 wurde er zum Rektor des Universitätsseminars Johannes Paul II. in Kinshasa ernannt.
Papst Johannes Paul II. ernannte ihn am 27. Februar 2004 zum Titularbischof von Gigthi und Weihbischof in Kananga. Der Erzbischof von Kananga, Godefroid Mukeng’a Kalond C.I.C.M., spendete ihm am 29. Mai desselben Jahres die Bischofsweihe; Mitkonsekratoren waren Gérard Mulumba Kalemba, Bischof von Mweka, und Giovanni d’Aniello, Apostolischer Nuntius in der Demokratischen Republik Kongo.
Papst Benedikt XVI. ernannte ihn am 9. Dezember 2006 zum Erzbischof von Kananga. Papst Franziskus nahm am 22. Dezember 2022 seinen Rücktritt an.